# أنتوني بارون
أنتوني بارون (بالفرنسية: Anthony Baron)‏ هو لاعب كرة قدم فرنسي، ولد في 29 ديسمبر 1992.

## وصلات خارجية
- أنتوني بارون على موقع الاتحاد الأوربي (الإنجليزية)
- أنتوني بارون على موقع قاعدة بيانات كرة القدم.إي يو (الإنجليزية)
- أنتوني بارون على موقع ليكيب (الفرنسية)
- أنتوني بارون على موقع ناشيونال فوتبول تيمز (الإنجليزية)
- أنتوني بارون على موقع Soccerway.com (الإنجليزية)